# Homes enfrontats
Homes enfrontats (títol original: At close range) és una pel·lícula estatunidenca de James Foley, estrenada en sales l'any 1986, amb Christopher Walken, Sean Penn i  Kiefer Sutherland en els papers principals. Ha estat doblada al català.
La banda original de la pel·lícula, Live to Tell, ha estat composta per Madonna.

## Argument
1978. Brad Whitewood viu en una petita ciutat dels Estats Units amb la seva mare, la seva àvia i el seu mig germà Tommy. A l'atur i desvagat, passa el seu temps mirant la televisió, bevent cervesa, fumant cànnabis i arrossegant-se amb els seus companys. Però dos esdeveniments li permetran sortir de la seva grisor diària.
Primer, s'enamora d'una jove adolescent, Terry, a continuació coneix seu pare, Brad Sr., que no ha vist des que era petit. Aquest últim és un lladre professional al cap d'un equip experimentat. Les seves activitats, que s'estenen sobre diversos Estats, li permeten viure generosament, protegit pels seus suports en la policia.
Quan una violenta disputa oposa Brad al nou company de la seva mare, és posa naturalment al costat d'aquest pare que el fascina i on el jove va a refugiar-se. Coneix els altres membres de la banda i participa amb ells en expedicions. Però, després d'haver presenciat l'assassinat d'un confident de la Policia per un dels membres de la banda del seu pare, Brad s'adona que aquest últim és un monstre cruel i immoral.

## Al voltant de la pel·lícula
La pel·lícula ha basat de després d'un succés real que va passar l'any 1978 a Chester County en el suburbi de Filadèlfia, en Pennsilvània.

## Repartiment

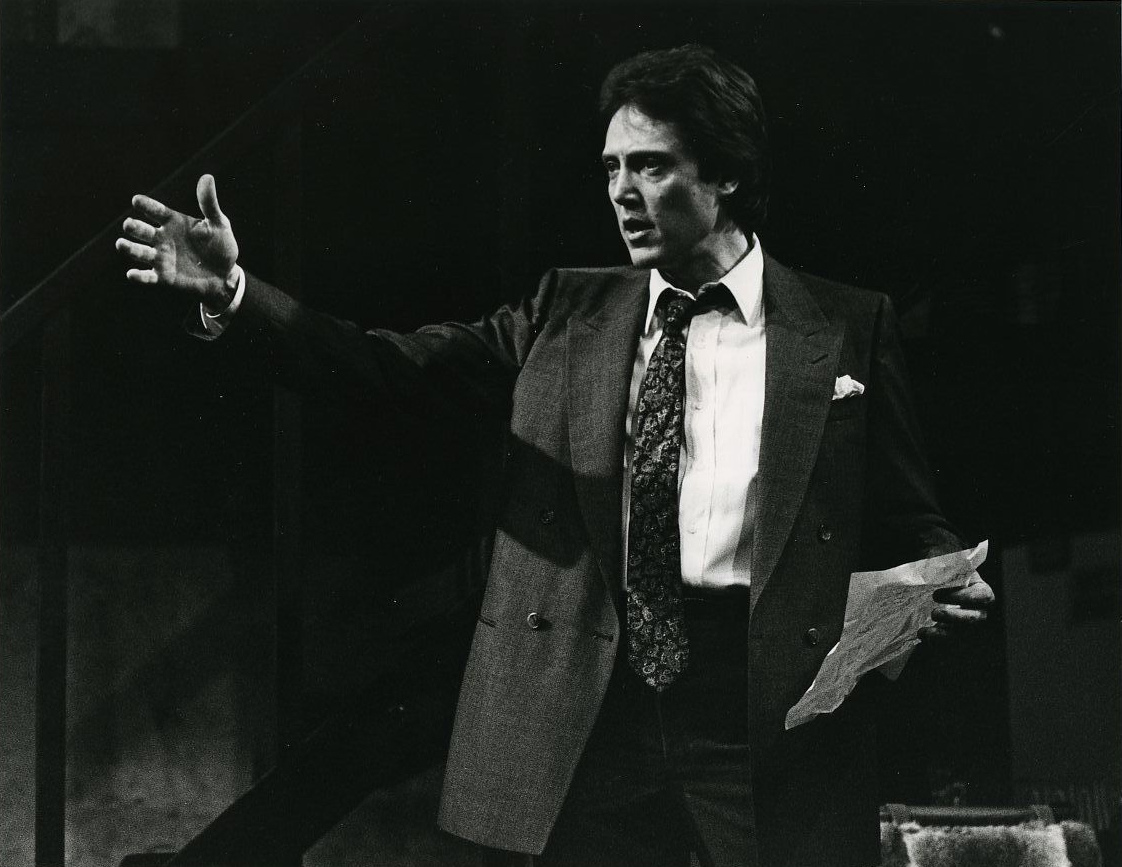
Christopher Walken el 1984.

- Christopher Walken: Brad Whitewood Senior
- Sean Penn: Brad Whitewood Junior
- Mary Stuart Masterson: Terry
- Chris Penn: Tommy Whitewood
- Millie Perkins: Julie Whitewood
- Crispin Glover: Lucas
- Kiefer Sutherland: Tim
- Eileen Ryan: àvia
- Tracey Walter: Patch Whitewodd
- R.D. Call: Dickie
- David Strathairn: Tony Pine
- J.C. Quinn: Boyd
- Jake Dengel: Lester
- Stephen Geoffreys: Aggie
- James Foley: l'ajudant del fiscal
- Noelle Parker: Jill
- Doug Anderson: Marshall
- Gary Gober: el fiscal
- Marshall Fallwell Jr.: el barman

## Al voltant de la pel·lícula
- Sean i Chris Penn són els fills d'Eileen Ryan, que fa d'àvia.
- Madonna canta la cançó dels crèdits, Live to Tell, que ha coescrit amb Patrick Leonard, col·laborador de la cantant i compositor de la pel·lícula.